# Sandy and Shorty Start Something
Sandy and Shorty Start Something è un cortometraggio muto del 1914 diretto da Robert Thornby. Il regista ne è anche l'interprete principale nei panni di Sandy, facendo coppia con George Stanley, nel ruolo di Shorty.

## Produzione
Il film fu prodotto dalla Vitagraph Company of America.

## Distribuzione
Distribuito dalla General Film Company, il film - un cortometraggio in una bobina - uscì nelle sale cinematografiche statunitensi il 6 maggio 1914.